# Pataš
Pataš es un municipio del distrito de Dunajská Streda en la región de Trnava, Eslovaquia, con una población estimada a final del año 2024 de 833 habitantes.
Se encuentra ubicado al sur de la región, cerca de los ríos Danubio y Váh, y de la frontera con Hungría y la región de Bratislava.

## Demografía
| Año        | 1994 | 2004    | 2014    | 2024    |
| ---------- | ---- | ------- | ------- | ------- |
| Población  | 773  | 812     | 798     | 833     |
| Diferencia |      | +5,04 % | −1,72 % | +4,38 % |

| Año        | 2023 | 2024    |
| ---------- | ---- | ------- |
| Población  | 814  | 833     |
| Diferencia |      | +2,33 % |